# Дві сестри
«Дві сестри» (рос. «Две сестры») — радянський художній фільм 1970 року, знятий Творчим об'єднанням «Екран» за однойменною п'єсою Ф. Кнорре.

## Сюжет
Люся і Сергій дружать з дитинства. Ірина, старша сестра Люсі, повернувшись з Москви після невдалої спроби вступити до театрального інституту, зачаровує Сергія. Потрібен був час, щоб він зумів оцінити непідробленість почуттів Люсі…

## У ролях
- Олена Пруднікова — Люся, молодша сестра
- Олег Щетинін — Сергій, бульдозерист
- Ельвіра Бруновська — Ірина, старша сестра
- Тамара Чернова — Анна Петрівна
- Ірина Квитинська — Сима
- Юрій Кузьменков — Кузя, кранівник
- Віталій Стремовський — Анатолій
- Наталія Ткачова — бабуся Сергія

## Знімальна група
- Режисери-постановники — Ніна Кодатова, Надія Марусалова
- Сценарист — Федір Кнорре
- Оператор-постановник — Володимир Мейбом
- Музичне оформлення — Маріанна Крутоярська
- У фільмі використана музична тема популярної пісні «10-й клас» композитора В. Чернишова з фільму «Переступи поріг» (1970)